# 色目
色目（いろめ）とは十二単などにおける色の組み合わせをいう。衣を表裏に重ねるもの、複数の衣を重ねるもの、経糸と緯糸の違いによるものなどがある。代表的なものは表裏に重ねるものでこれをとくに襲の色目（かさねのいろめ）という。
平安時代中期には確立しており、源氏物語や枕草子に言及が見られる。
色目は季節毎に分類され、用いる時期もほぼ季節に対応する。通年用いる事が可能な通季のものもある。色目の名は多く季節の風物にちなみ、紅梅、桜、山吹、朽葉、松などの植物名、玉虫色などの昆虫名、氷、初雪などの地象などによる他、白襲、赤色などの色名、枯野など景物にちなむものがある。
大抵は2色から3色の組み合わせを用いている。表裏2色の組み合わせが多く、同じ色の組み合わせでも表と裏のどちらに用いるかで名称が異なる。たとえば春の柳襲は表が白、裏が萌黄であるが、表が萌黄、裏が白のものは木賊襲といい、通年用いる。また同じ組み合わせを季節によって違う名で呼ぶこともある。たとえば春の柳襲と夏の卯の花襲はともに表が白、裏が萌黄となる。
色目の名と実際の組み合わせの対応は、有職故実のひとつであり、江戸期にかけて整理された。有職故実家によって若干組み合わせが異なるものがある。
現代の衣服などの着こなしに於いても参考にされる事が多い。

## 襲の色目の例
梅・春
表 ■ 裏 ■
柳・春
表 ■ 裏 ■
葵・夏
表 ■ 裏 ■
蓬・夏
表 ■ 裏 ■
紅葉・秋
表 ■ 裏 ■
朽葉・秋
表 ■ 裏 ■
枯色・冬（十月から翌年三月）
表 ■ 裏 ■
氷・冬
表 ■ 裏 ■

## 関係項目
- 襲の色目